# Michel Moawad
Michel Moawad (Beirut, 4 de junio de 1972) es un político libanés, que se desempeña como miembro del Parlamento en representación del distrito de Zgharta desde 2018.

## Biografía
Moawad asistió a la escuela en el Colegio Notre-Dame de Jamhour, graduándose en 1990 y obteniendo el Bachillerato Francés con honores. Luego asistió a la Escuela Preparatoria Ecole Sainte-Genevieve para "Grandes Ecoles" en Versalles y se graduó en la ESCP Business School. También obtuvo una maestría en Derecho Público de la Universidad de la Sorbona en París.
En 2022, Moawad declaró su candidatura a las elecciones presidenciales libanesas para suceder al presidente Michel Aoun, cuyo mandato de 6 años finalizaría el 31 de octubre de 2022. Moawad es el candidato del frente de oposición, recibió 36 votos en la primera sesión y 42 votos en la tercera sesión.

## Vida personal
Es hijo del expresidente libanés René Moawad.
Moawad está casado con Marielle Kosremelli y es padre de 4 hijos.